# Microregione di Alta Floresta
Alta Floresta è una microregione dello Stato del Mato Grosso appartenente alla mesoregione di Norte Mato-Grossense.

## Comuni
Comprende 6 comuni:
- Alta Floresta
- Apiacás
- Carlinda
- Nova Bandeirantes
- Nova Monte Verde
- Paranaíta